# Ragnar Wessman
Ragnar Alexander Wessman, född 30 augusti 1894 i Tammerfors, död 7 november 1977 i Helsingfors, var en finländsk arkitekt. 
Efter examen från Tekniska högskolan i Helsingfors 1921 tjänstgjorde Wessman hos bland andra Karl Lindahl och startade därefter egen arkitektverksamhet, vilken främst inriktades på sjukhus. Han var från 1929 verksam vid Medicinalstyrelsens byggnadsavdelning, vilken 1940 uppgick i Byggnadsstyrelsen, och där han 1942–1960 var överarkitekt. Under denna tjänstgöring ritade bland annat Östanlids sanatorium (1940) i Jakobstad, sjukhus i Varkaus, Vichtis, Forssa, Somero, Nystad och Kajana, samt Åbo sjuksköterskeskola samt Loimaa och Kuusankoski kretssjukhus. Han ritade dessutom flera bostads- och affärshus i Helsingfors samt Tavastehus skyddskårshus och Ekenäs vattentorn (1931).